# Antykwa (zespół muzyczny)
Antykwa – polski zespół rockowy, powstały w grudniu 1967 roku w Tarnobrzegu i działający do października 1972 roku.

## Historia
W początkach działalności, grupa funkcjonowała przy Technikum Górniczym w Tarnobrzegu. Po kilku zmianach personalnych, ukształtował się stały skład zespołu, który tworzyli: Bronisław Zwierzyński (gitara); Krzysztof Zwierzyński (instrumenty klawiszowe); Adam Jodliński (śpiew, gitara basowa) i Jerzy Mroczka (perkusja). W tym też okresie przez zespół przewinął się także Andrzej Frajndt. Antykwa wykonywała rock psychodeliczny z elementami jazzu, bluesa i sporadycznie bigbitu. Zaś repertuar składał się z kompozycji jej członków, do tekstów literata Ryszarda Zamojskiego. Wkrótce formacja przeszła pod opiekę Zakładowego Domu Kultury w Tarnobrzegu, a od 1969 roku działała przy Zakładowym Domu Kultury Huty Szkła Okiennego w Sandomierzu, gdzie do muzyków dołączył Zbigniew Czarniecki (saksofon tenorowy). Zespół sukcesywnie powiększał grono swoich fanów, występując również poza tymi dwoma miastami i najbliższą okolicą – m.in. w Mielnie, kilkukrotnie w Wojewódzkim Domu Kultury w Kielcach, a także w Ostrowcu Świętokrzyskim, Bogatyni czy Dusznikach Zdroju.
Poza tym odniósł wiele znaczących sukcesów na festiwalach wojewódzkich i krajowych. Był laureatem m.in.: I miejsca podczas III Kieleckiej Musicoramy, gdzie wyróżniono także perkusistę Jerzego Mroczkę; II miejsca na Ogólnopolskim Przeglądzie Amatorskich Zespołów Artystycznych w Płocku czy I miejsca na Ogólnopolskim Festiwalu Zespołów Muzycznych z Domów Kultury Zakładów Przemysłu Chemicznego w Gliwicach (?). Największym osiągnięciem Antykwy było zajęcie V miejsca na Ogólnopolskim Festiwalu Awangardy Beatowej w Kaliszu w listopadzie 1969 roku. W werdykcie członkowie jury podkreślili wartościowe poszukiwania muzyczne zespołu. Wkrótce w prasie pojawiły się przychylne recenzje, takich krytyków muzycznych, jak m.in. Jan Ptaszyn Wróblewski i Romana Waschko. Jesienią 1970 roku w studiu nagraniowym rozgłośni Polskiego Radia Kielce zespół zarejestrował siedem autorskich utworów, które później zostały wyemitowane na antenie rozgłośni kieleckiej, a następnie w Programie III PR i w Programie I PR.
Antykwa zakończyła działalność w październiku 1972 roku, a jej byli muzycy kontynuowali naukę na średnich i wyższych uczelniach muzycznych (większość z nich ukończyła studia muzyczne) i po dziś dzień realizują własne projekty muzyczne.
Po z górą 40 latach od zakończenia działalności – o Antykwie znowu zrobiło się głośno – za sprawą kącika muzycznego Ze szpulowca bigbitowca, który był częścią audycji radiowej Wojciecha Manna pt. Piosenki bez granic (Program III PR). Tam też wyemitowano fragmenty utworów zespołu, tj.: Refleksje (08.09.2013) i Aż staniesz się nasieniem (23.04.2017). Około 5 grudnia 2023 roku nakładem wytwórni Kameleon Records, ukazał się album formacji pt. Nasze pokolenia. Nagrania archiwalne z 1970 roku – zbierający nagrania z 1970 roku, zarejestrowane przed laty w rozgłośni kieleckiej.

## Dyskografia

### Albumy
- Nasze pokolenia. Nagrania archiwalne z 1970 roku (CD, Kameleon Records KAMCD 121, 2023)[1][5]